# Шованси Сент Ибер
Шованси Сент Ибер (фр. Chauvency-Saint-Hubert) насеље је и општина у североисточној Француској у региону Лорена, у департману Меза која припада префектури Верден.
По подацима из 2011. године у општини је живело 257 становника, а густина насељености је износила 23,88 становника/km². Општина се простире на површини од 10,76 km². Налази се на средњој надморској висини од 190 метара (максималној 342 m, а минималној 172 m).

## Демографија
| 1962. | 1968. | 1975. | 1982. | 1990. | 1999. | 2011. |
| ----- | ----- | ----- | ----- | ----- | ----- | ----- |
| 292   | 299   | 241   | 222   | 223   | 208   | 257   |

График промене броја становника у току последњих година